# Лоури, Бри Роджерс
Бри Роджерс Лоури — директор Change.org в Великобритании.
В течение семи лет занималась интернет-агитацией. Лоури работала в австралийской онлайн-группе защиты интересов GetUp!, а также в ряде британских НПО, включая Оксфам и Глобальную кампанию за образование.
Лоури входит в совет директоров Greenpeace Nordic (с 2015 года и по настоящее время), а также входит в жюри премии WIRED Innovation Awards за социальные инновации.
Лоури была одной из «100 женщин» Би-би-си в 2014 году, названа одной из топ-35 женщин в возрасте до 35 лет (Top 35 Women Under 35) по версии Management Today и удостоена награды «Женщины будущего» за технологии и цифровые технологии в 2014 году.
В 2016 году на личной странице Лоури было указано, что она была директором по Великобритании и заместителем управляющего директора по Европе в Change.org, с марта 2021 года работает в Facebook. 